# Palazzo della Consulta
O Palazzo della Consulta - também chamado simplesmente de la Consulta - é um palácio de Roma que abriga desde 1955 a sede da Suprema Corte da Itália.

## História
O edifício, terminado em 1737 sob a direcção do arquitecto Ferdinando Fuga, foi encomendado pelo papa Clemente XII tanto para servir de sede da secretaria da Congregação da Sacra Consulta (o Conselho de Estado Pontifício) e da Secretaria dos Breves, como para hospedar o corpo dos cavaleiros e dos couraçados (mais tarde Guardia Nobiliare).

## Arquitectura

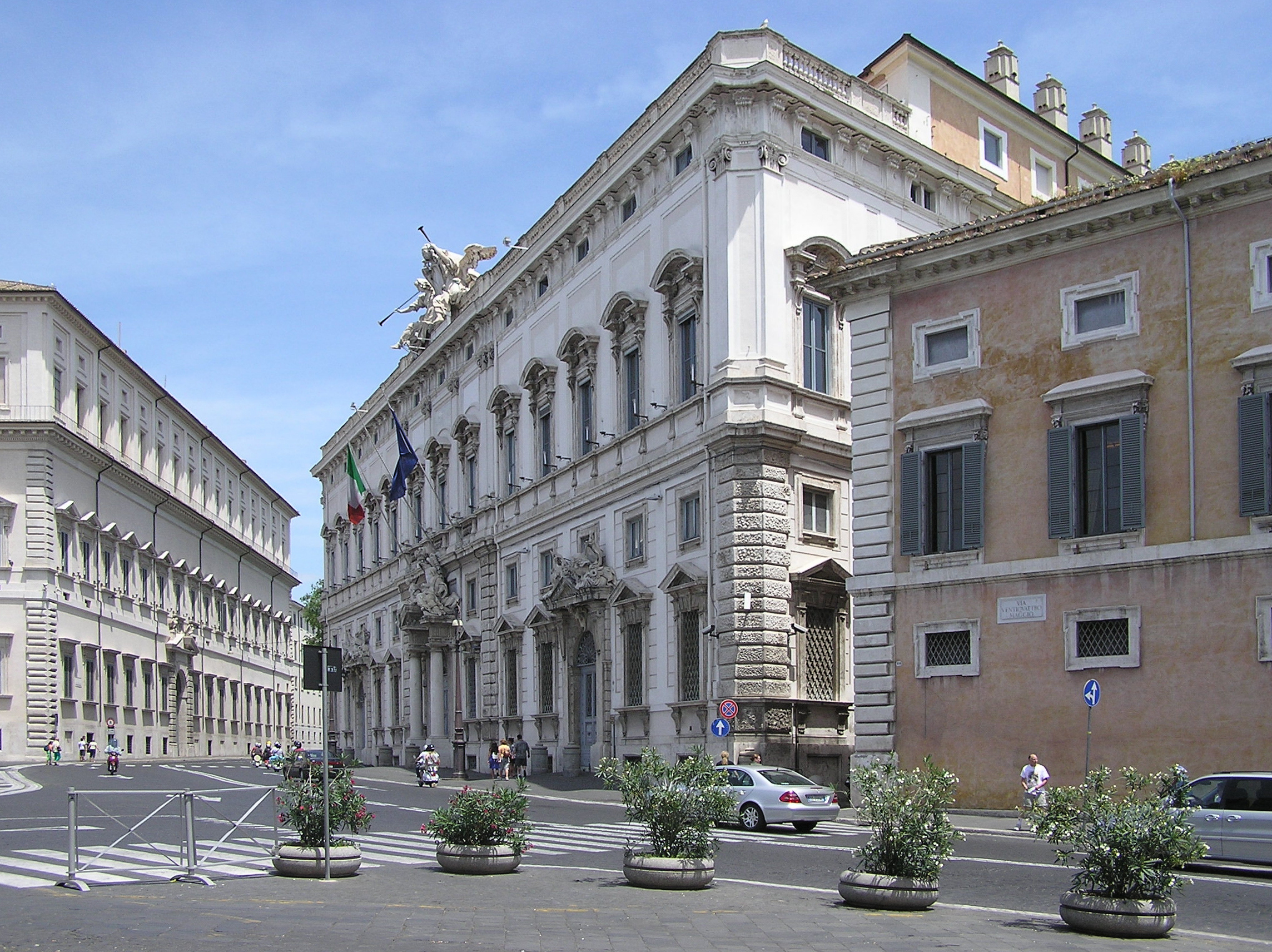
Vista do Palazzo della Consulta

A planta do palácio apresenta uma forma trapezoidal com um pátio quadrado interno; a fachada é uma interpretação mais articulada do esquema tradicional de palácio romano. Esta, de aproximação clássica, possui dois andares: no primeiro andar, as janelas têm tímpanos triangulares e no segundo circulares.
O portal central é delimitado por uma ordem de duas colunas pouco salientes, nas quais assenta um tímpano curvilíneo com as estátuas da Justiça e da Religião; enquanto nos dois portais laterais se encontram troféus militares.
O interior do vestíbulo é decorado com simplicidade, mas o duplo lanço de escadas sobressai pela sua magnificência.